# アルトゥール・マス
アルトゥール・マス・イ・ガバロー（カタルーニャ語: Artur Mas i Gavarró, カタルーニャ語発音: [ərˈtur ˈmas], 1956年1月31日 - ）は、スペイン・バルセロナ出身の政治家。カタルーニャ州政府首相などを歴任した。カタルーニャ州のリベラル・ナショナリズム政党であるカタルーニャ民主集中(CDC)の党首であり、カタルーニャ民主集中が属する政党連合集中と統一(CiU)が解体するまで代表を務めた。

## 経歴

### 政界進出前
1954年、裕福な実業家の4人の子どものひとりとしてバルセロナに生まれた。母親の実家はバルセロナ県サバデイであり、父親はバルセロナ・サン・マルティー区アル・ポブラノウ地区出身である。フランス語学校であるリセ・フランセ・デ・バルセロナ（ca）で学んだために、フランス語、英語、カタルーニャ語、スペイン語を流暢に話すことができる。バルセロナ大学で経済学の学士号を取得し、教師をしていたヘレナ・ラコスニークと結婚した。
政界に進出する前には、民間企業や公的組織の両方でいくつかの役職に就いており、カタルーニャ企業の国際化に関連する仕事を行っていた。1987年から1995年まではカタルーニャ民主集中(CDC)から立候補してバルセロナ市議会議員を務めた。その後、1980年から2003年まで四半世紀近くもカタルーニャ州首相を務めたジョルディ・プジョルが率いるカタルーニャ州政府で主要な役職を任された。1995年から1997年にはカタルーニャ州政府公共労働大臣を務め、1997年から2001年には州政府経済・財務大臣を務め、2001年から2003年には州政府副首相を務め、2000年から2003年には州政府の公式スポークスマンを務めた。

### 最大野党党首
2003年のカタルーニャ州議会選挙には首相候補として臨み、CiUはカタルーニャ社会主義者党を4議席上回り、議席数では第一党となったが、得票数ではカタルーニャ社会主義者党をわずかに下回った。結局、カタルーニャ社会主義者党は同じ左派政党のカタルーニャ共和主義左翼(ERC)やカタルーニャ緑のイニシアティヴ(ICV)と連立政権を組み、カタルーニャ社会主義者党のパスクアル・マラガイ・イ・ミラがカタルーニャ州首相に選出された。
マスは2006年のカタルーニャ州議会選挙にも首相候補として臨み、CiUは得票数と議席数で第一党となったが、前回選挙と同様に議会の絶対過半数に達しなかった。カタルーニャ社会主義者党のホセ・モンティーリャは、再びカタルーニャ共和主義左翼やカタルーニャ緑のイニシアティヴと組んで過半数に達し、3政党で連立政権を組んだ。
2007年以来、マスは「カタルーニャ主義の再構築」として知られる過程の創出を特に強調し、自身の政党であるCDC内部だけでないカタルーニャ社会全体でのカタルーニャ主義の運動の原則と価値を構築した。マスによる「カタルーニャ主義の再構築」は、いわゆる「決定する権利」を得ることを求めている。この運動は、スペインからの独立を争点とする模擬住民投票の実施の可能性も暗に含んでおり、この点でマスの政策は、伝統的により分離主義的な立ち位置にいるカタルーニャ共和主義左翼の政策にも近かった。2006年6月にはスペイン内部における自治権の拡大を争点としたカタルーニャ自治憲章改定案が住民投票（投票率49.4%）にゆだねられ、「改定支持」が73.9%、「改定不支持」が20.7%だったが、2010年7月、スペイン憲法裁判所はこの自治憲章改定を無効とした。

### カタルーニャ州首相

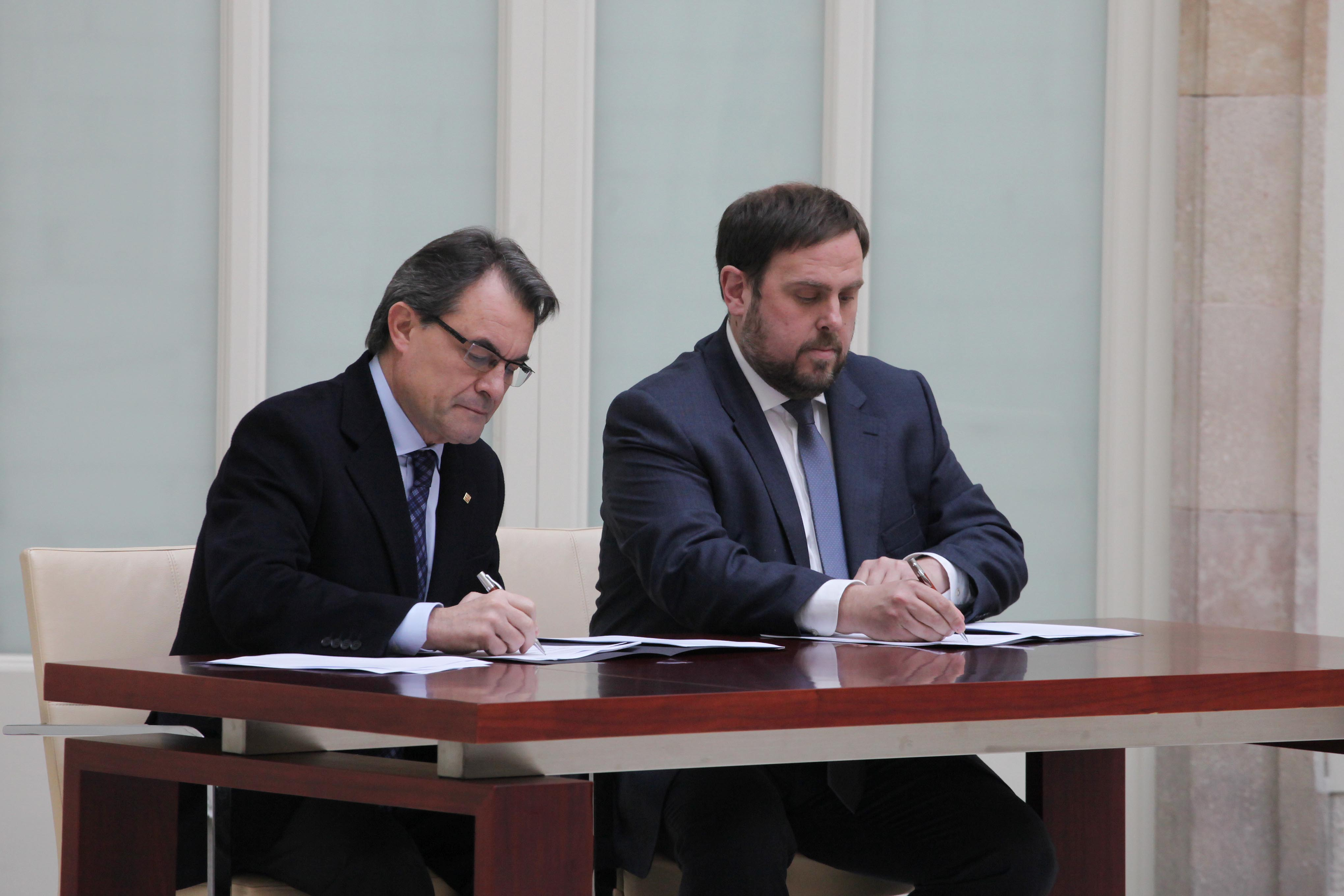
マス（左）とERC党首のジュンケラス

#### 1期目（2010-2012）
2010年11月28日に行われたカタルーニャ州議会議員選挙の際には、CiUから3度目の首相候補として選挙に臨んだ。選挙期間中、CiUの政治連合以外から大臣を任命する可能性があることを含め、自身が首相に就任した場合には最良の人物を政府に置くことを約束した。彼はまた、カタルーニャとスペインの間のいわゆる「財政赤字」を削減することや、また、2011年のスペイン総選挙後にマドリードのスペイン政府にあらゆる支援を与える条件として、カタルーニャで「住民投票」を開催することなども選挙の焦点に据えた。選挙前の調査では、CiUが第3勢力に依存することなく政権を得る見込みであること、2003年や2006年のように左派連合の連立政権が繰り返される恐れがないことが示されていた。実際の選挙でもCiUは135議席中62議席を獲得し、マスは2010年12月23日にカタルーニャ州首相に選出された。就任演説で、マスは経済協定にインスパイアされた新たな資金調達モデルを主張し、決定する権利に基づくカタルーニャの国家への転換を示した。
バルセロナ市警察とカタルーニャ州政府内務部によると、2012年9月11日に行われた2012年カタルーニャ独立デモには推定約150万人もの参加者が集まった。この大規模な独立デモ後、マスはカタルーニャ州議会のスピーチで、カタルーニャ市民に対して「自己決定権を行使する時である」と宣言した。9月25日、マスはカタルーニャ州議会議員選挙を2年近く前倒しして11月25日に開催することを発表し、「（デモが行われた）町の通りでの声を投票所に反映させなければならない」と主張して独立デモに言及した。

#### 2期目（2012-2016）
2012年のカタルーニャ州議会選挙では、スペインからのカタルーニャの独立を求める政党が過半数の議席を得て得票数を増やした。CiUは選挙前の62議席から50議席に議席数を減らしたものの、議会第一党の地位は保持した。議会第二党にはカタルーニャ共和主義左翼が躍進し、マスと最大野党党首のウリオル・ジュンケラスは「自由のための協定」（2012年から2016年の統治協定）を結んだ。12月21日、マスはカタルーニャ州首相に再選（2期目）され、12月24日にはジャナラリター・デ・カタルーニャ宮殿で仕事を再開した。
2013年12月12日、マスはカタルーニャ州議会の5政党の党首とともに、カタルーニャ独立住民投票を2014年11月9日に行うことを発表した。また、住民投票での質問が「あなたはカタルーニャが国家となることを望みますか?」「第一の質問に『はい』と答えた方は、その国家に独立を望みますか?」という2つのセクションに分かれていることを示した。2014年4月、この提案はスペイン国会に提示され、賛成47票、反対299票で否決された。この投票の前後、マスはこの住民投票が法的な手順に沿って行われることに言明したが、スペイン政府は国内法を適用した投票の中止を断言した。11月9日には非公式にカタルーニャ独立住民投票が実施され、ふたつの質問に「はい」と答えた回答者が80.76%にのぼった。2015年2月25日、憲法裁判所はこの住民投票が違憲であるとする判決を下した。2015年9月の州議会選挙で独立支持派が勝利し、マスが主導したカタルーニャ独立手続き開始宣言は同年11月9日に州議会にて可決された。2016年1月10日に州首相を退任。

## 政策
経済的な観点からそのイデオロギーはリベラルであるとみなされ、近年はカタルーニャの独立をいっそう強く支持するようになっている。社会的な観点から、同性結婚を除外した同性愛者の権利、妊娠中絶に関する党内での自由な討論といった多数の問題に関する穏健な指針を主に支持している。2010年に行われたスペインからのカタルーニャの分離を主題とした模擬住民投票で、マスは初めて「支持」への投票意思を示した。主権問題とカタルーニャ独立問題はマスの政治課題の中心となっている。